# Paraxerus lucifer
Paraxerus lucifer је сисар из реда глодара и породице веверица (Sciuridae). 

## Распрострањење
Врста је присутна у северном Малавију и југозападној Танзанији, а могуће и у североисточној Замбији.

## Станиште
Станиште врсте Paraxerus lucifer су тропске влажне планинске шуме. Храни се плодовима биља и другом храном биљног порекла, али и термитима и мравима.

## Угроженост
Подаци о распрострањености ове врсте су недовољни.

### Популациони тренд
Популациони тренд је за ову врсту непознат.